# Bad Königshofen im Grabfeld
Bad Königshofen im Grabfeld je lázeňské město v německé spolkové zemi Bavorsko, v zemském okrese Rhön-Grabfeld ve vládním obvodu Dolní Franky.
V 2022 zde žilo 6 113 obyvatel.

## Administrativní dělení
Město sestává ze 17 místních částí, obcí, dvorů či samot: Althausen, Kirchdorf, Aub, Aumühle, Bad Königshofen im Grabfeld, Eyershausen, Kirchdorf, Gabolshausen, Göckesmühle, Haumühle, Ipthausen, Lustmühle, Merkershausen, Riedmühle, Sambachshof, Spitalmühle, Untereßfeld, Veitsmühle a Zänkersmühle.

## Poloha města
Sousední obce jsou: Aubstadt, Großeibstadt, Herbstadt, Sulzdorf an der Lederhecke, Sulzfeld a Trappstadt.

## Historie

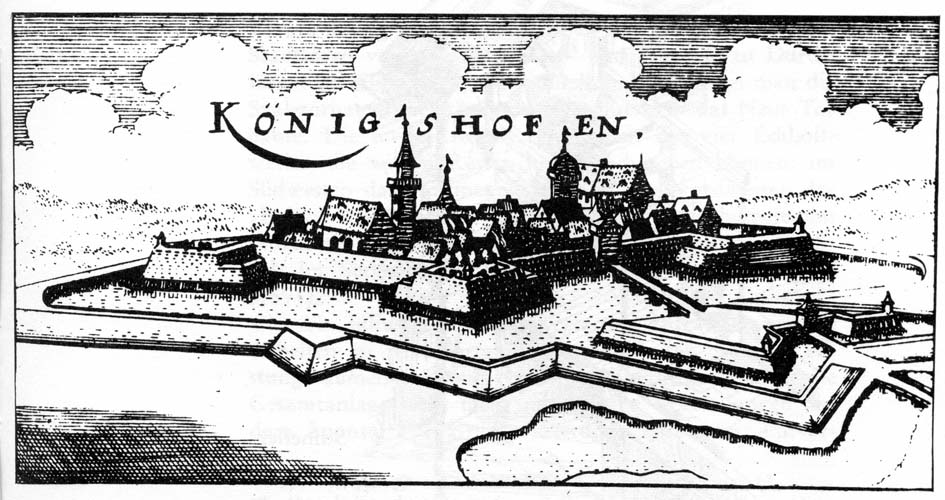
Pevnost na rytině ze 17. století

První písemná zpráva o obci pochází z roku 741. Ve středověku náležela k opěrným místům při bamberské cestě. Od 13. do 15. století území bylo součástí panství hrabat z Hennebergu, naposledy z Hennebrgu-Schleusingu. Během třicetileté války roku 1631 zdejší pevnost dobyla armáda švédského krále Gustava Adolfa. Náleželo k Würzburskému knížectví, od roku 1814 bylo přičleněno k Bavorskému království. Roku 1893 byla do města přivedena železnice.

## Památky a turistické cíle

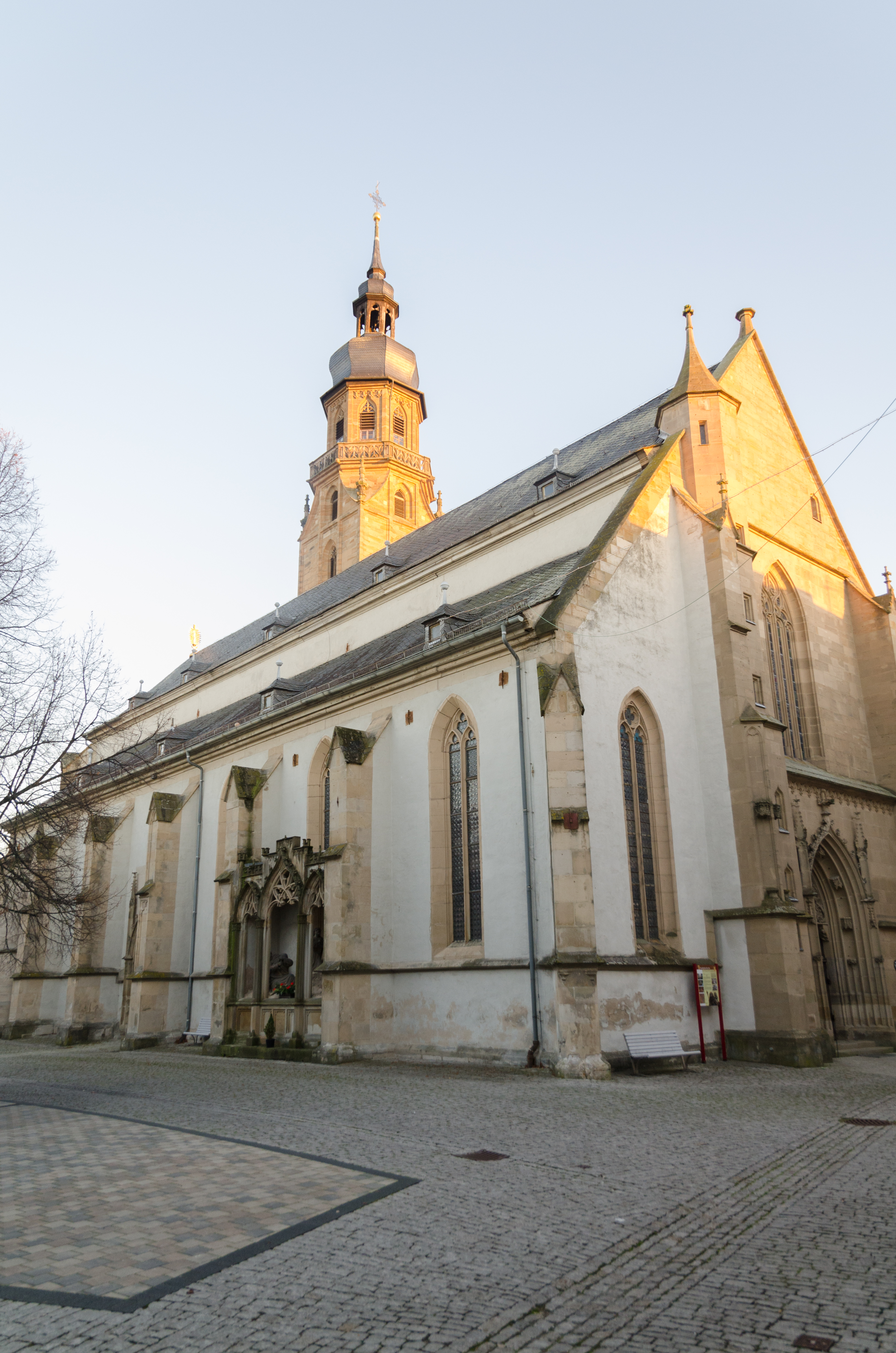
Kostel Nanebevzetí Panny Marie

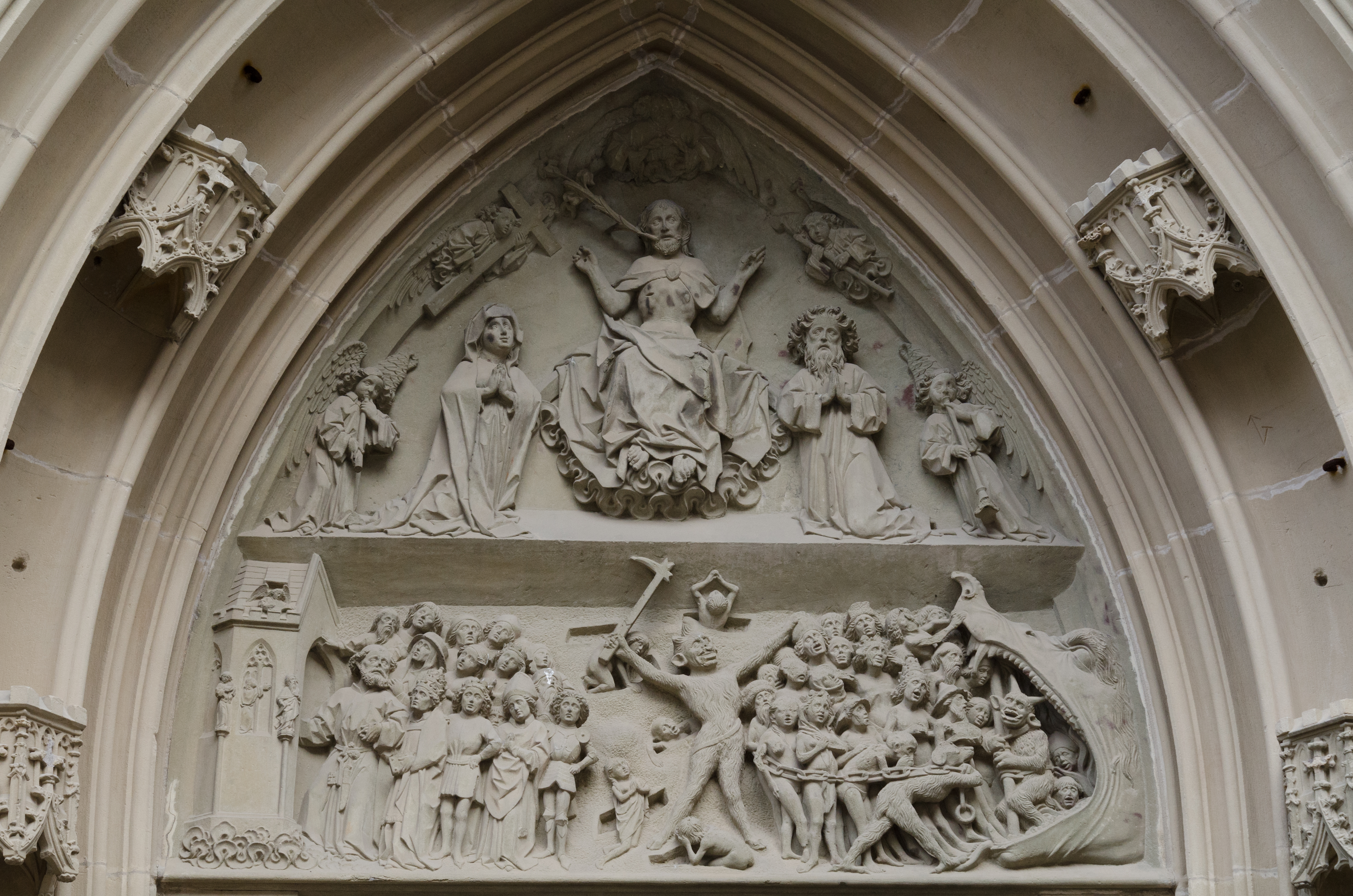
Tympanon portálu: Poslední soud

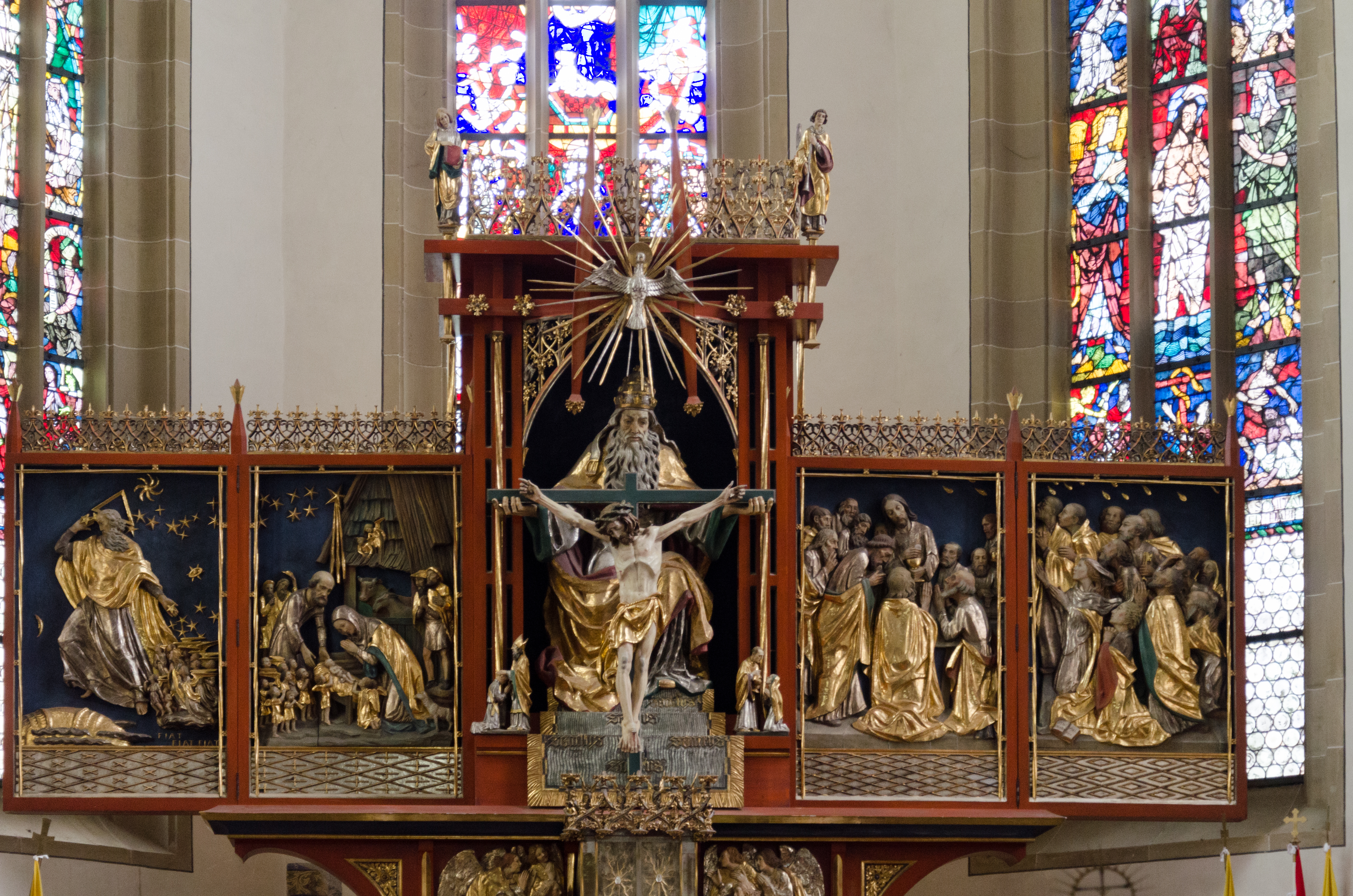
Gotická oltářní archa: zleva Stvoření světa, Narození Páně s Klaněním pastýřů, uprostřed Trůn Boží moudrosti, vpravo Smrt Panny Marie mezi apoštoly a Seslání Ducha svatého

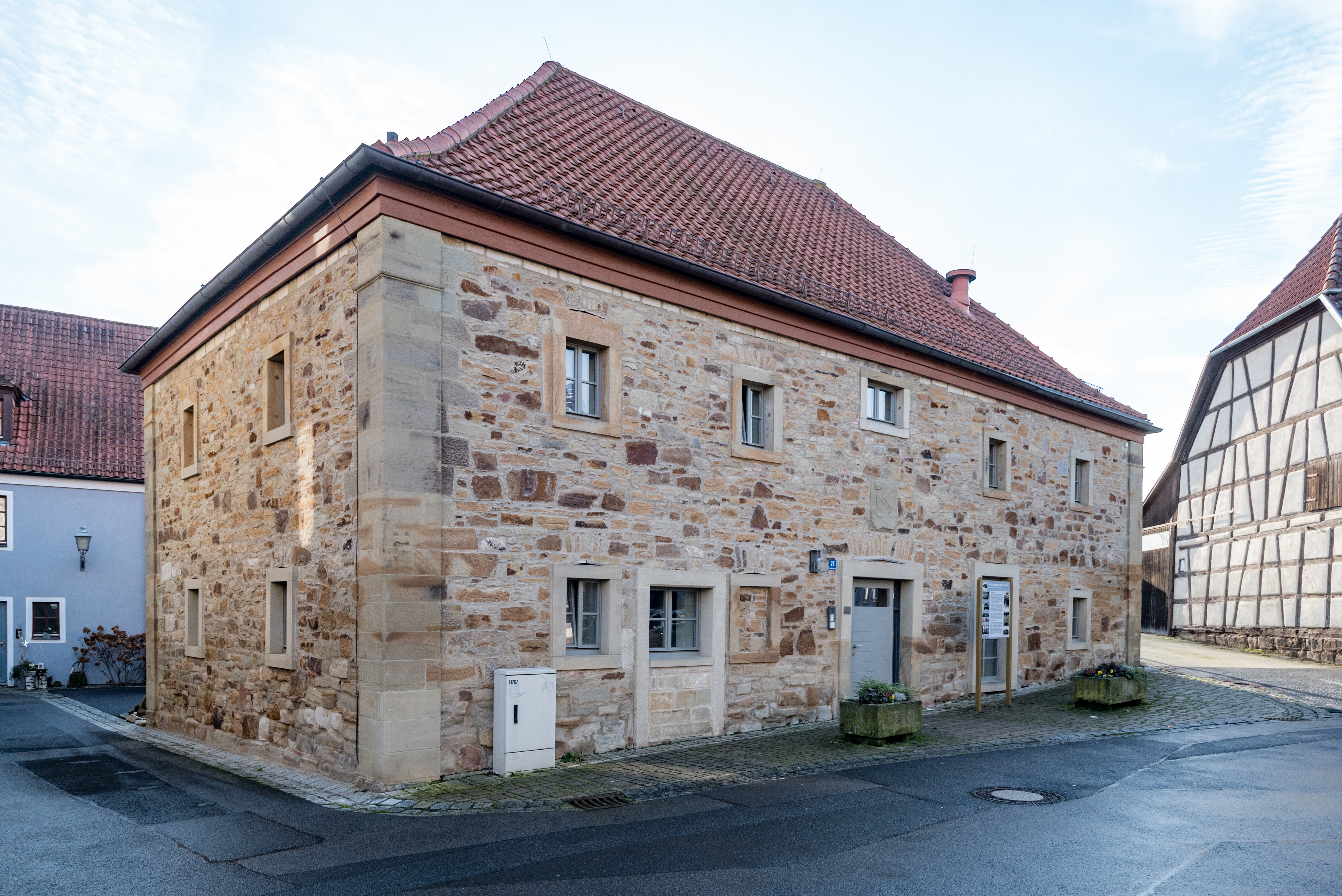
Arsenal Alte Darre

- Městský kostel Nanebevzetí Panny Marie, založen ve 13. století, vystavěn ve 3. čtvrtině 14. století, zaklenut a vyzdoben koncem 15. století; pozdně gotické síňové trojlodí se síťovými klenbami; starší západní portál s Posledním soudem a donátory v tympanonu; cenná sochařská výzdoba: sousoší Kristus s apoštoly na Olivetské hoře, sochy Adama a Evy, kamenické detaily; vnitřní zařízení: dvě gotické oltářní archy, rodokmen Kristův, gotické a barokní sochy, částečně dochované gotické vitráže (pieta, postavy apoštolů), gotická křtitelnice, kruchta, empory a kazatelna s plaménkovými kružbami.
- Bývalý klášter kapucínů s kostelem, založen roku 1593, zrušen r. 1806, roku 1971 přestavěn na hotel; kostel je renovován, z barokního zařízení se dochovaly 2 barokní obrazy a část hlavního oltáře
- Radnice - původně renesanční stavba s nárožním arkýřem, rekonbstruovaná v 19. století a po druhé světové válce
- Arsenal - bývalá městská zbrojnice, nyní kulturní dům Alte Darre
- Pevnost - zbudována kolem hradu po požáru města z r. 1562, pobořena za Třicetileté války, zbořena roku 1856; na místě se dochovaly jen úseky obvodového zdiva v terénu podél cest.
- Francké lázně s léčivou vodou[2]
- Poutní kostel Narození Panny Marie v Ipthausenu, pozdně barokní sálová stavba z let 1749-1756, má rokokové oltáře; součást nově značené Francké mariánské poutní cesty [3]
- Ipthausenská voliéra se zpěvným ptactvem

## Slavné osobnosti
- Willy Russ (1888-1974) - severočeský sochař a keramik, žil a zemřel v Merkershausenu